# Stanhopea ecornuta
Stanhopea ecornuta là một loài lan đặc hữu của Trung Mỹ.

## Hình ảnh

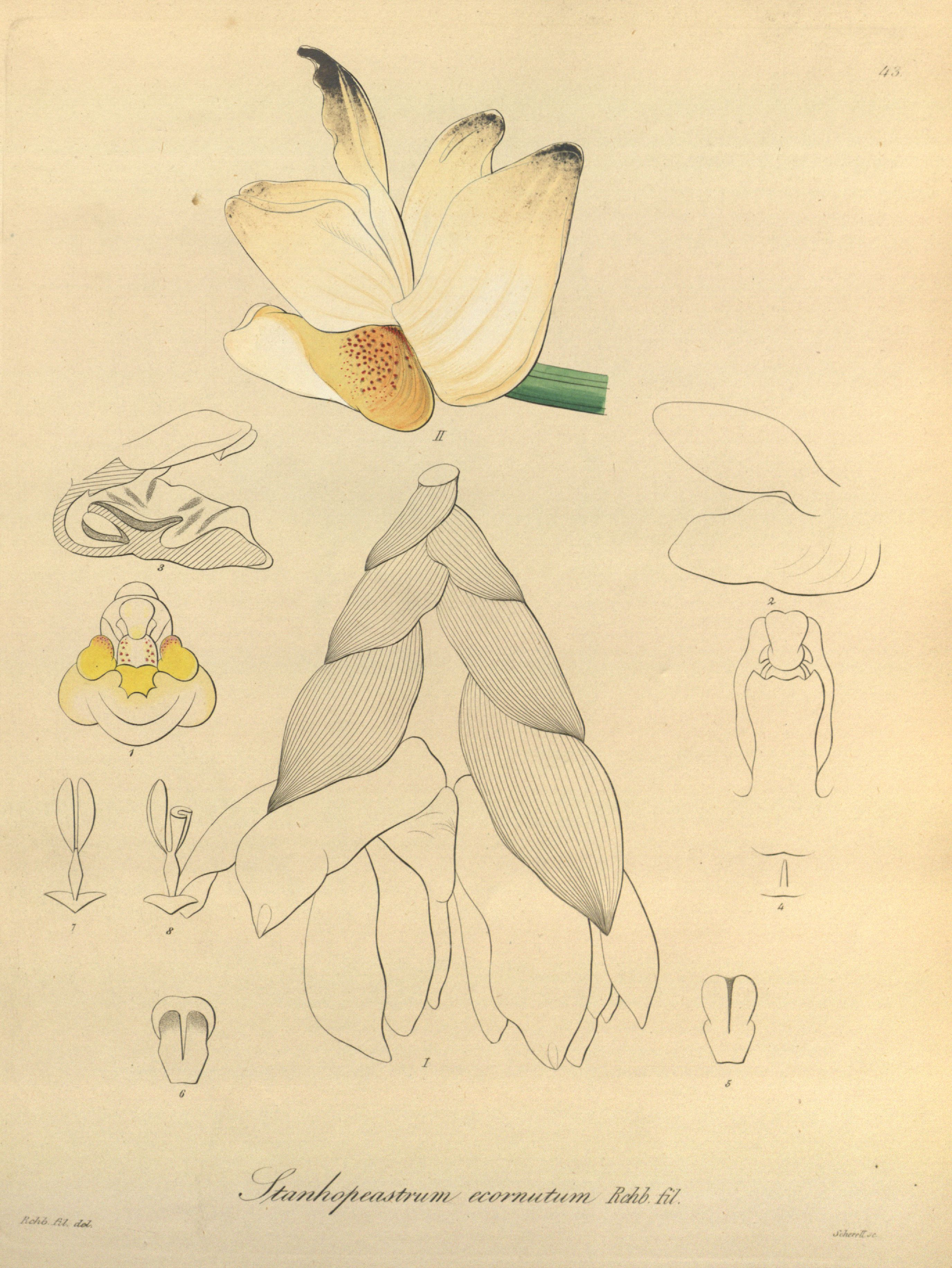
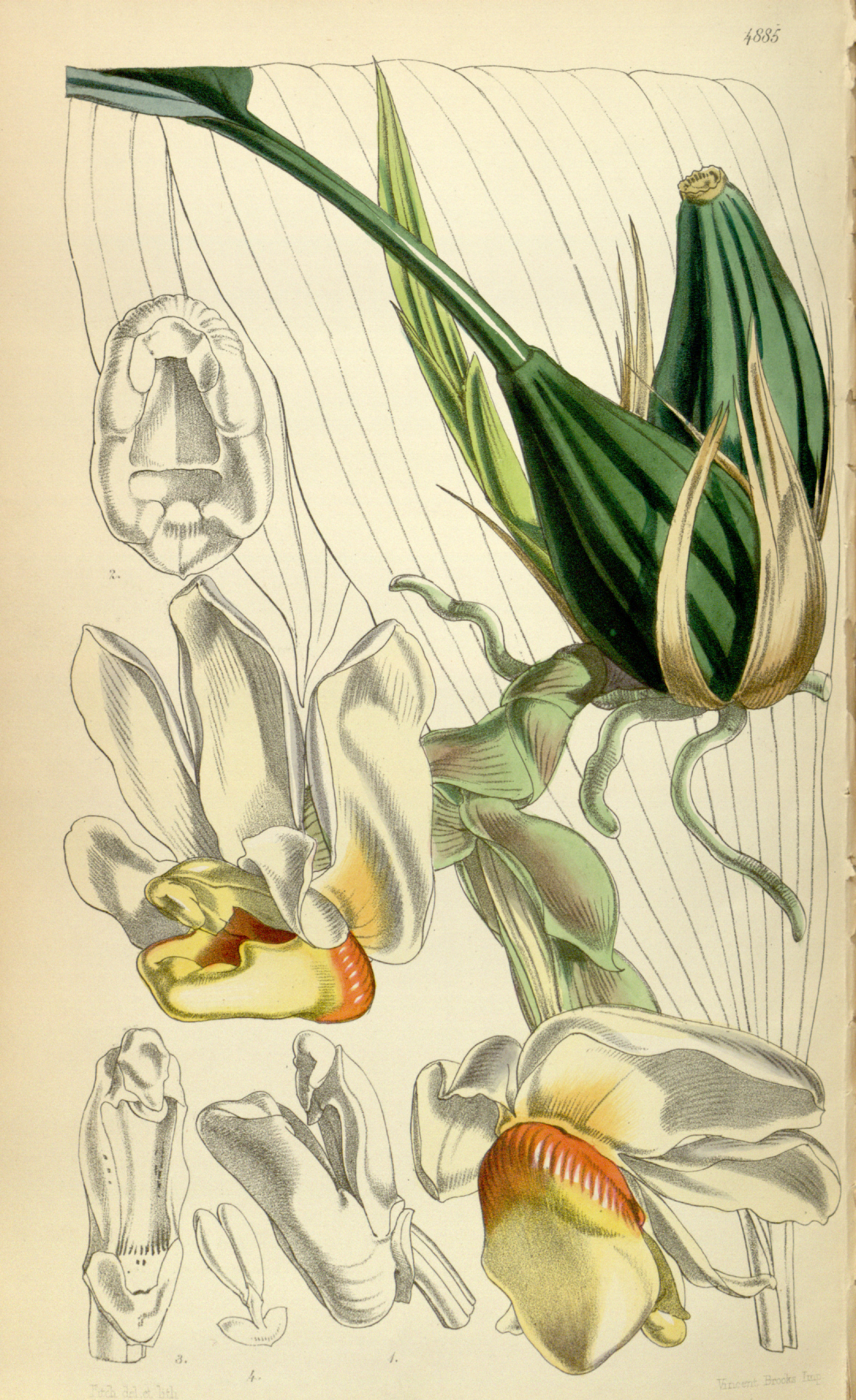
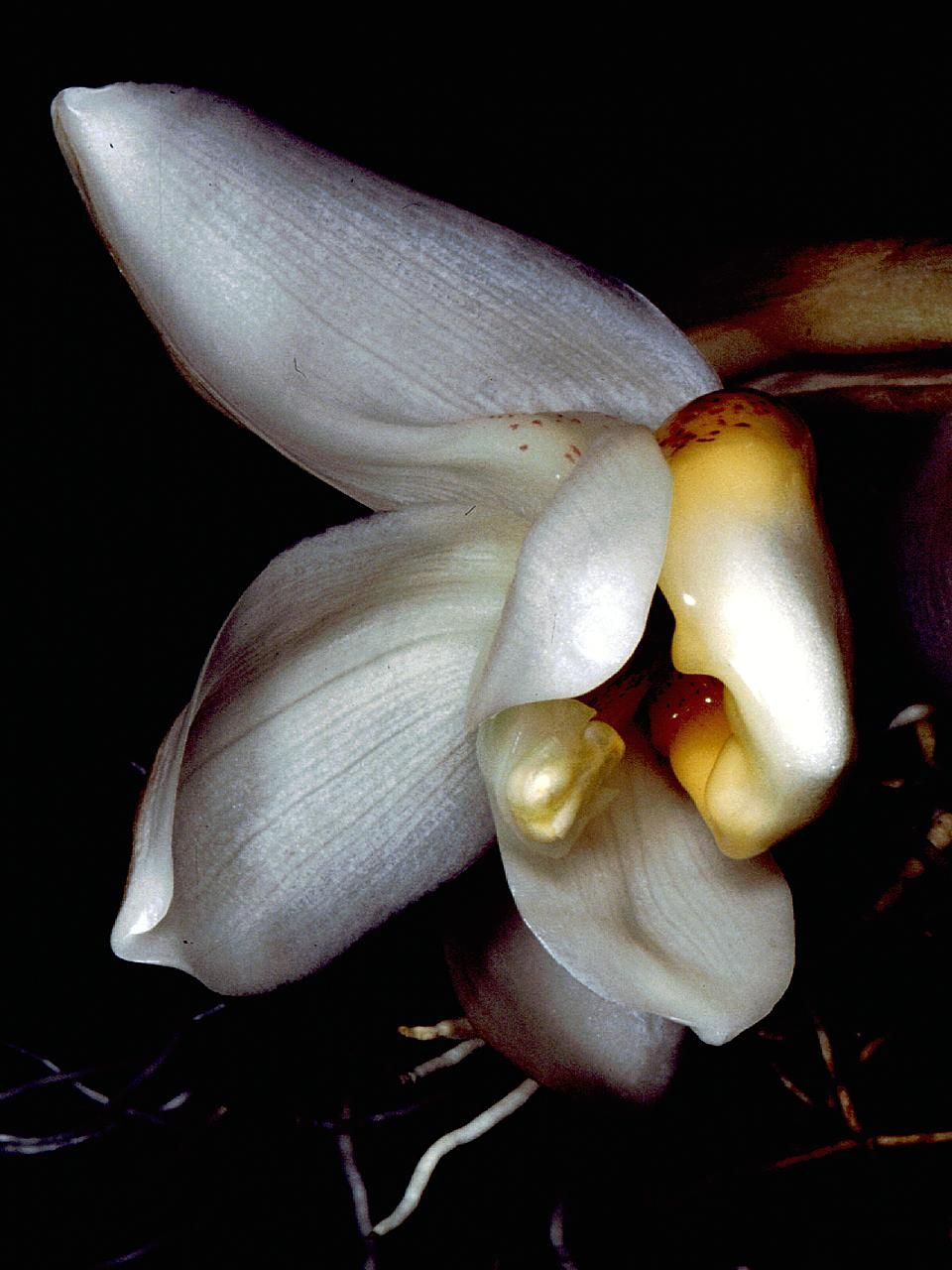
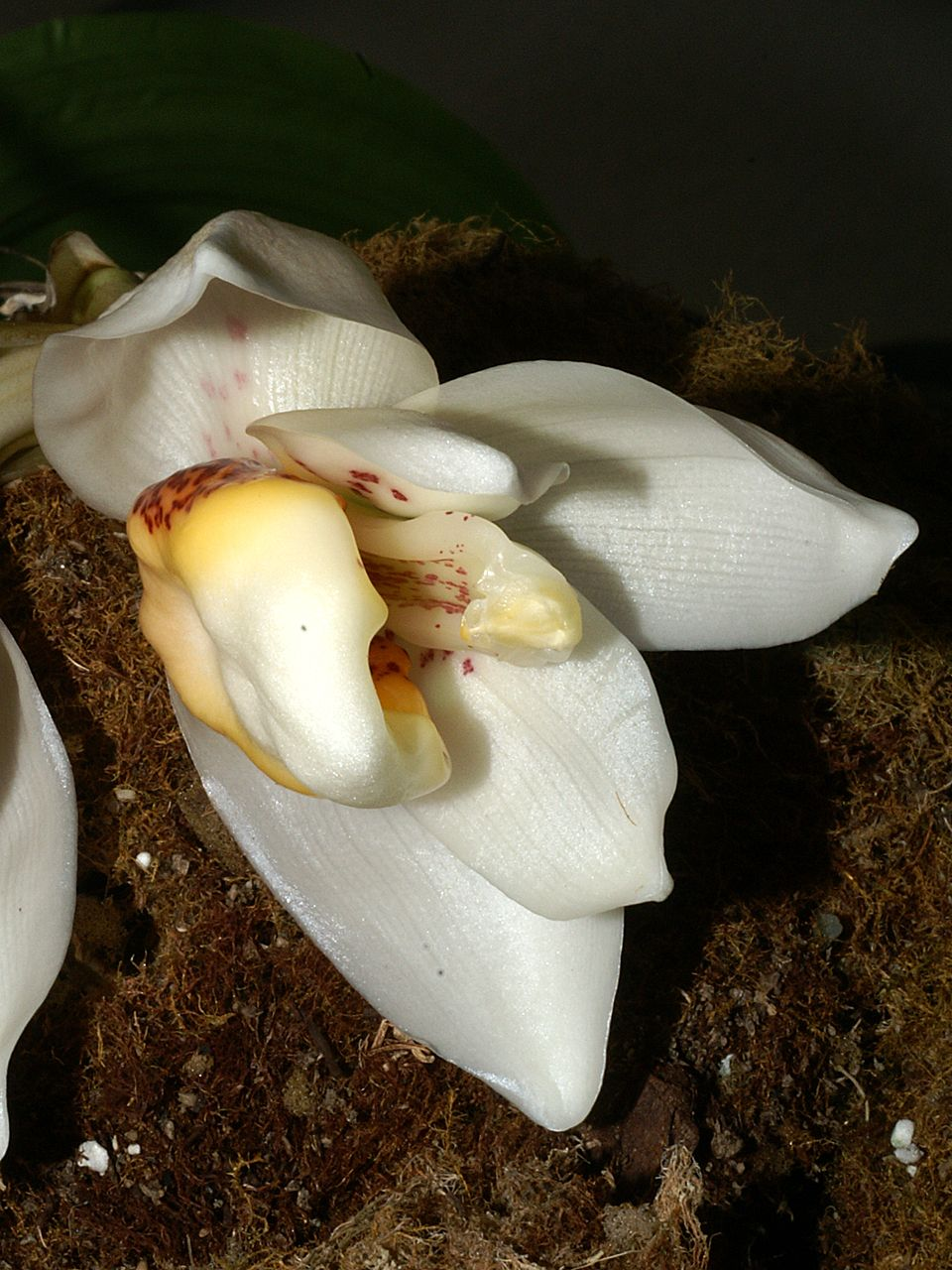